# Academia galileana de ciencia, letras y artes

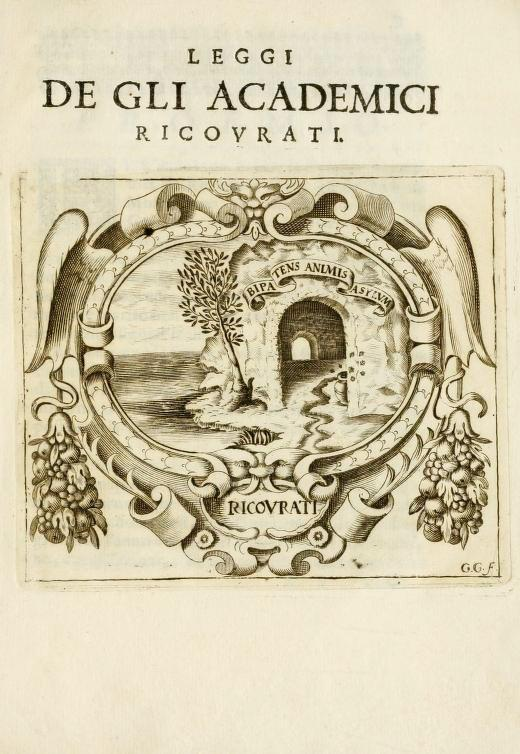
Página titular de Leggi de gli Academici Ricovrati (1648) con el emblema del bipatens animis asylum

La Academia galileana de ciencia, letras y artes fundada como Academia de los Resguardados (en italiano: Accademia galileiana di scienze lettere ed arti/Accademia dei Ricovrati) es una institución fundada en Padua en 1599 por iniciativa del patriarca veneciano Federico Baldissera Bartolomeo Cornaro, cuyo obejetivo desde el inicio es promocionar las disciplinas humanísticas y científicas y que lleva el nombre de su miembro cofundador. Tiene su sede en la Loggia dei Carraresi.

## Miembros ilustres
Galileo Galilei • Elena Cornaro Piscopia • Antoinette Des Houlières • Anne-Marie Du Boccage •  Catherine Bernard • Marie-Catherine d'Aulnoy • Marie-Catherine de Villedieu • Charlotte-Rose de Caumont La Force • Anne Dacier • Madeleine de Scudéry • Maria Selvaggia Borghini • Cesare Cremonini • Mario Baldassarri •Renato Caccioppoli • Luigi Ferrarese.